# جوجل فينتشرز
جي في (بالإنجليزية: GV)‏ المعروفة سابقًا باسم جوجل فينتشرز (بالإنجليزية: Google Ventures)‏ ، هي الذراع المساعد الاستثماري لشركة الفابيت ، التي أسسها بيل ماريس،  والتي توفر التمويل المبدئي والمشاريع ومراحل النمو لشركات التكنولوجيا، تعمل الشركة بشكل مستقل عن جوجل وتتخذ قرارات استثمارية مدفوعة مالياً. تسعى جي في إلى الاستثمار في الشركات الناشئة في مجموعة متنوعة من المجالات التي تتراوح من الإنترنت والبرامج والأجهزة إلى علوم الحياة والرعاية الصحية والذكاء الاصطناعي والنقل والأمن السيبراني والزراعة،  تأسست شركة جي في باسم جوجل فينتشرز في عام 2009،  تمتلك شركة جي في مكاتب في ماونتن فيو وسان فرانسيسكو ومدينة نيويورك وكامبريدج ولندن.

## نبذة تاريخية
تأسست المجموعة في 31 مارس 2009 مع التزام رأس مال بقيمة 100 مليون دولار،  بواسطة بيل ماريس الذي أصبح أيضًا أول رئيس تنفيذي لشركة جي في  في عام 2012، تم رفع هذا الالتزام إلى 300 مليون دولار سنويًا، ولدى الصندوق ملياري دولار تحت الإدارة،  في عام 2014، أعلنت المجموعة عن 125 مليون دولار للاستثمار في الشركات الأوروبية الواعدة،  بحلول عام 2014 ، استثمرت في شركات مثل شيب سيكيروتي،  في ديسمبر 2015، أعيدت تسمية الشركة بجي في وقدمت شعارًا جديدًا،  اعتبارًا من عام 2016 ، كانت جي في أقل نشاطًا كمستثمر أولي، وبدلاً من ذلك تحول اهتمامها إلى الشركات الأكثر نضجًا.

## نمزذج الخدمات والعمل
كانت جوجل فينتشرز واحدة من أولى شركات رأس المال الاستثماري لاستخدام نموذج خدمات رأس المال الاستثماري. يوفر لشركات الحافظة إمكانية الوصول إلى المساعدة التشغيلية بعد إجراء استثمار مالي. يعمل الشركاء المتفرغون في جوجل فينتشرزمع شركات المحفظة في التصميم وإدارة المنتجات والتسويق والهندسة والتوظيف. طورت جوجل فينتشرز عملية تصميم مكثفة مدتها خمسة أيام ، تسمى Design Sprint ، والتي تساعد الشركات الناشئة على حل المشكلات بسرعة.